# Anapausis inermis
Anapausis inermis is een muggensoort uit de familie van de Scatopsidae. De wetenschappelijke naam van de soort is voor het eerst geldig gepubliceerd in 1831 door Ruthe.